# Soraya Tarzi
Soraya Tarzi (Pashto/Dari: ثريا طرزی) (Damasco, 24 de novembro de 1899 – Roma, 20 de abril de 1968) foi a primeira rainha do Afeganistão, como esposa do rei Amanulá Cã. 
Durante seu reinado como rainha, Soraya tornou-se uma das mulheres mais influentes do mundo na época e desempenhou um papel crucial nas reformas de modernização promovidas pelo marido, especialmente no que diz respeito à emancipação das mulheres.  
No entanto, as reformas introduzidas pelo rei Amanulá Cã geraram forte oposição dos grupos religiosos do país, que reagiram de forma violenta. Em 1929, para evitar uma guerra civil, o rei abdicou do trono e partiu para o exílio. Sua primeira parada foi na Índia, então parte do Império Britânico.

## Biografia
Suraiya Shahzada Tarzi nasceu em 1899, em Damasco, na Síria, na época parte do Império Otomano. Era filha do político afegão Sardar Mahmud Beg Tarzi e neta de Sardar Ghulam Muhammad Tarzi. Pertencia à tribo Pashtun Mohammadzai, um subgrupo da dinastia Baraquezai.
Soraya foi educada na Síria, onde aprendeu valores ocidentais e modernos que viriam a influenciar profundamente suas ações e crenças no futuro. Sua mãe, Asma Rasmya Khanum, era uma feminista síria e segunda esposa de seu pai. Asma era filha do xeique Muhammad Saleh al-Fattal Effendi, de Alepo, que era Muezim da Mesquita dos Omíadas.
Após o retorno de sua família ao Afeganistão, Soraya conheceu e se casou com o então príncipe Amanulá.

## Casamento
Após o retorno dos Tarzi ao Afeganistão, a família foi recebida na corte pelo emir Habibulá Cã. Foi nesse ambiente que Soraya Tarzi conheceu o príncipe Amanulá, filho de Habibulá e simpatizante das ideias liberais de Mahmud Tarzi, político e intelectual afegão. Soraya e Amanuláse aproximaram, decidiram se casar e oficializaram a união em 30 de agosto de 1913, no Palácio Qawm-i-Bagh, em Cabul. O meio-irmão mais velho de Amanulá, Inaiatulá Cã, também se casou com a irmã de Soraya, Khariya Tarzi.
Ao se casar com Amanulá, Soraya tornou-se uma das figuras mais importantes da região. Foi a única esposa do futuro rei, rompendo com séculos de tradição poligâmica na realeza afegã. O casal condenava abertamente a poligamia, e, quando Amanulá assumiu o trono, dissolveu o harém real e libertou as mulheres que viviam ali como escravas.
Juntos, Soraya e Amanulá tiveram 10 filhos.

## Rainha do Afeganistão
Quando o príncipe Amanulá se tornou emir em 1919 e foi coroado rei em 1926, a rainha Soraya desempenhou um papel fundamental no progresso do país. Durante a coroação de Amanulá, em junho de 1926, ela também foi coroada ao lado dele, em uma cerimônia realizada diante de uma audiência sem turbantes e de rostos completamente barbeados, algo revolucionário para a época.
Soraya foi a primeira consorte muçulmana a aparecer em público ao lado de seu marido, algo inédito naquele tempo. Ela acompanhava o rei em festas de caça, participava montada a cavalo e até mesmo em algumas reuniões do gabinete de governo.

### Direitos das mulheres

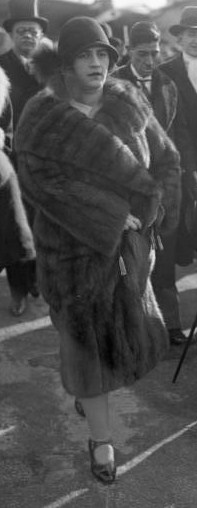
Rainha Soraya em Berlim em 1928

A emancipação das mulheres fazia parte da política de reformas de Amanulá, e as mulheres da família real, especialmente sua esposa Soraya e suas irmãs, atuaram como modelos dessa mudança. Muitas mulheres da família de Amanulá participaram publicamente de organizações e, mais tarde, assumiram cargos no governo.
Em 1926, Soraya declarou:  
| “ | Não pensem que... nossa nação precisa apenas de homens para servi-la. As mulheres também devem desempenhar seu papel, como fizeram nos primeiros anos do Islã. Os valiosos serviços prestados pelas mulheres são relatados ao longo da história, mostrando que elas não foram criadas apenas para prazer e conforto. Por meio desses exemplos, aprendemos que todos nós devemos contribuir para o desenvolvimento de nossa nação, e isso não pode ser feito sem estarmos equipados com conhecimento. | ” |

Em 1921, Soraya fundou e contribuiu para a primeira revista voltada para as mulheres, chamada Ishadul Naswan ("Orientação para Mulheres"), que era editada por sua mãe. Nesse mesmo ano, ela também criou a primeira organização feminina do Afeganistão, a Anjuman-i Himayat-i-Niswan ("Associação de Apoio às Mulheres"), que promovia o bem-estar das mulheres e tinha um escritório onde elas podiam denunciar abusos cometidos por maridos, irmãos e pais.
Soraya também fundou um teatro em Paghman, que, embora segregado para mulheres, oferecia um espaço social onde elas podiam interagir e romper com o isolamento imposto pelos haréns.
O rei Amanulá Cã destacou o papel de Soraya ao dizer: "Eu sou seu rei, mas o Ministro da Educação é minha esposa — sua rainha." Soraya incentivava as mulheres a buscar educação e, em 1921, abriu a primeira escola primária para meninas em Cabul, a Escola Masturat (mais tarde chamada Escola Ismat Malalai). Em 1924, fundou também o primeiro hospital para mulheres, o Hospital Masturat.
Em 1926, durante a comemoração do aniversário da independência do Afeganistão do domínio britânico, Soraya fez um discurso público:  
| “ | A independência pertence a todos nós, e é por isso que a celebramos. No entanto, vocês acham que nossa nação, desde o início, precisa apenas de homens para servi-la? As mulheres também devem desempenhar seu papel, assim como fizeram nos primeiros anos de nossa nação e do Islã. A partir dos exemplos delas, devemos aprender que todos nós precisamos contribuir para o desenvolvimento de nossa nação, e isso não pode ser feito sem estarmos equipados com conhecimento. Portanto, todos devemos buscar adquirir o máximo de conhecimento possível, para que possamos prestar nossos serviços à sociedade, à maneira das mulheres dos primeiros tempos do Islã.> | ” |

Em 1928, Soraya enviou 15 jovens mulheres para a Turquia para cursarem o ensino superior. Todas elas eram formadas pela escola de nível médio Masturat, fundada por Soraya, e eram, em sua maioria, filhas da família real e de funcionários do governo.
A escritora sueca Rora Asim Khan, que viveu no Afeganistão com seu marido afegão entre 1926 e 1927, descreveu em suas memórias como foi convidada pela Rainha Soraya para visitar os palácios de Paghman e Darul Aman. Durante a visita, Soraya e a mãe do rei mostraram grande interesse em aprender sobre o estilo de vida e a moda ocidentais. Rora observou que a rainha fazia muitas perguntas, pois estava se preparando para uma viagem à Europa.
Entre 1927 e 1928, Soraya e seu marido visitaram a Europa. Eles foram os primeiros chefes de Estado a visitar a Alemanha após a derrota do país na Primeira Guerra Mundial e também se encontraram com o Papa Pio XI, líder da Igreja Católica. Em 1928, o rei e a rainha estiveram na Inglaterra, onde receberam títulos honorários da Universidade de Oxford. Eles eram vistos como promotores de valores ocidentais iluminados e governantes de um importante estado de fronteira, situado entre o Império Britânico na Índia e as ambições soviéticas.
Durante sua visita a Oxford, a rainha fez um discurso para um grande público de estudantes e líderes. No entanto, apesar da admiração por Soraya e Amanulá, o relacionamento britânico com a família Tarzi como um todo não era bom, devido ao fato de que o principal representante do Afeganistão nas negociações com os britânicos era seu pai, Mahmud Tarzi.
A retirada do véu das mulheres foi uma parte controversa da política de reformas de Amanulá. As mulheres da família real já usavam roupas ocidentais antes da ascensão de Amanulá, mas isso acontecia apenas dentro do complexo do palácio real, e elas sempre se cobriam com o véu quando saíam dessa área. Durante uma entrevista, Soraya Tarzi compartilhou sua opinião de que o purdah (isolamento e uso do véu pelas mulheres) era uma inovação não islâmica da era Abássida.
Em 29 de agosto de 1928, Amanulá convocou uma Loya Jirga (Grande Assembleia dos Anciãos Tribais) para aprovar seus programas de desenvolvimento. Os 1.100 delegados presentes foram obrigados a usar roupas europeias fornecidas pelo Estado. Amanulá defendeu os direitos das mulheres à educação e à igualdade e, durante seu discurso na reunião, retirou publicamente o véu de Soraya. Em Cabul, essa política também foi reforçada ao reservar certas ruas para homens e mulheres que usavam roupas ocidentais modernas.
Conservadores se opuseram ao ato de desvelamento das mulheres e as ações de Soraya geraram indignação. No entanto, eles não se manifestaram abertamente durante a reunião. Em vez disso, começaram a mobilizar a opinião pública após o evento.
Em 1929, o rei e a rainha visitaram o Irã a convite de Reza Xá. Soraya não usou hijab durante a visita, o que inspirou o Xá a começar a implementar reformas semelhantes no Irã.

## Exílio

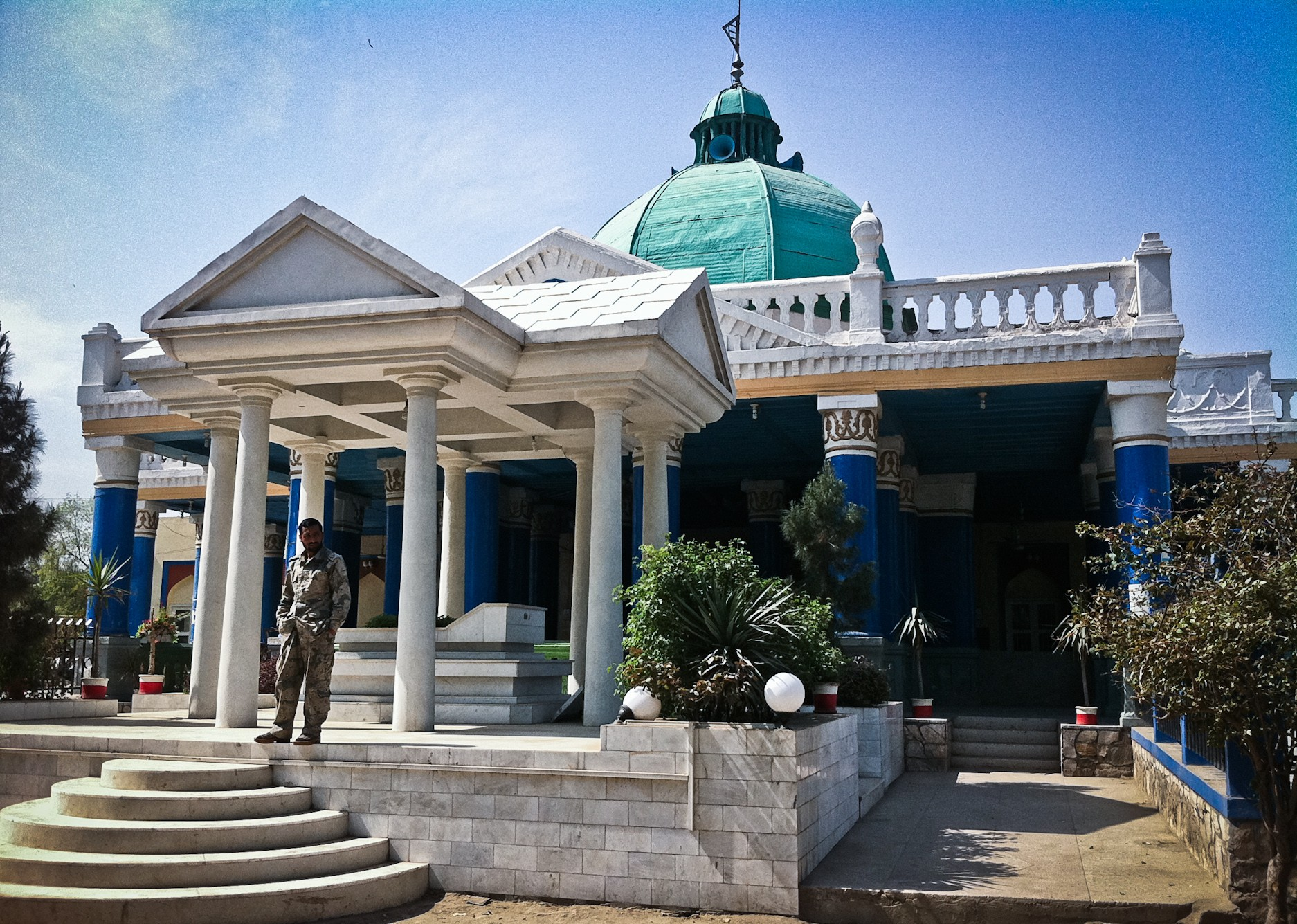
Mausoléu da rainha Soraya e seu marido, rei Amanulá em Jalalabad, Afeganistão

Em 1929, devido à crescente oposição às suas reformas e à violência gerada pelos grupos conservadores, o rei Amanulá foi forçado a abdicar do trono para evitar uma guerra civil. Ele e a rainha Soraya partiram para o exílio, inicialmente indo para a Índia, que na época fazia parte do Império Britânico.
Após a abdicação, o Afeganistão enfrentou uma grande instabilidade política, com a ascensão de um novo governo que se opôs às reformas progressistas de Amanulá. Durante o exílio, Soraya e Amanulá continuaram sendo símbolos de resistência ao conservadorismo e de luta pela modernização do país. No entanto, a ex-realeza afegã viveu sob grandes dificuldades em sua nova vida fora do país.
A rainha Soraya nunca mais voltou ao Afeganistão e pouco se sabe sobre sua vida no exílio.

## Morte e legado
Soraya Tarzi faleceu em 20 de abril de 1968, em Roma. O funeral foi escoltado por uma equipe militar italiana até o aeroporto de Roma, antes de ser levado de volta ao Afeganistão, onde uma cerimônia fúnebre de estado foi realizada. Ela foi enterrada no Bagh-e Amir Shaheed, o mausoléu da família, em uma grande praça de mármore, coberta por um teto de cúpula sustentado por colunas azuis, no coração de Jalalabad, ao lado de seu marido, o rei Amanullah, que havia falecido oito anos antes.
Sua filha mais nova, a princesa Índia do Afeganistão, visitou o país na década de 2000, onde iniciou diversos projetos de caridade. A princesa Índia também foi embaixadora cultural honorária do Afeganistão na Europa. Em setembro de 2011, a princesa Índia foi homenageada pela Associação de Mulheres Afegano-Americanas por seu trabalho em defesa dos direitos das mulheres.